# Anastrebla caudiferae
Anastrebla caudiferae är en tvåvingeart som beskrevs av Wenzel 1976. Anastrebla caudiferae ingår i släktet Anastrebla och familjen lusflugor.
Artens utbredningsområde är Venezuela. Inga underarter finns listade i Catalogue of Life.